# Аэрозоль (лекарственная форма)

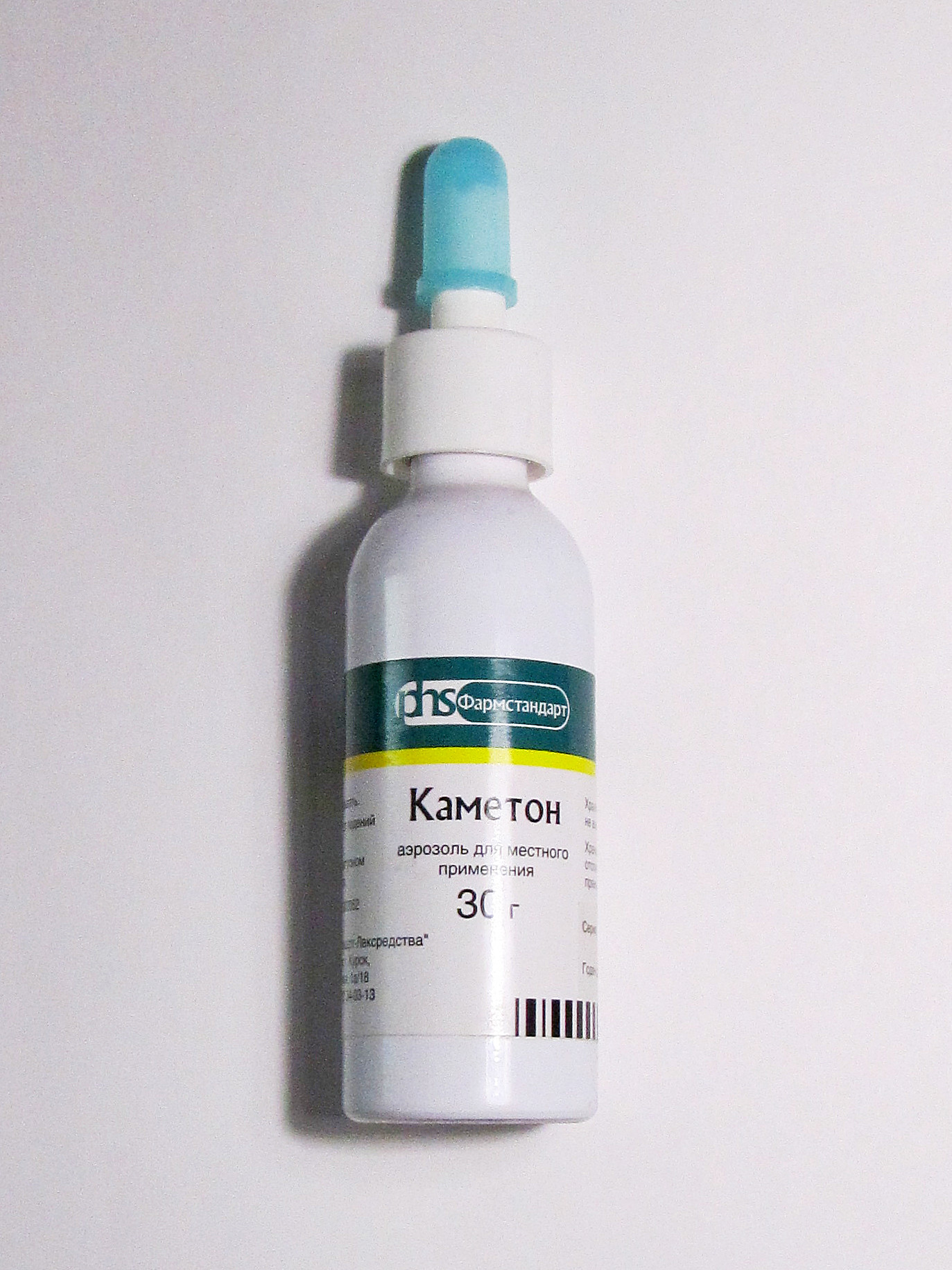
Аэрозольный препарат «Каметон», содержащий в составе хлоробутанола гемигидрат (аэрозольный баллон, насадка-распылитель, колпачок)

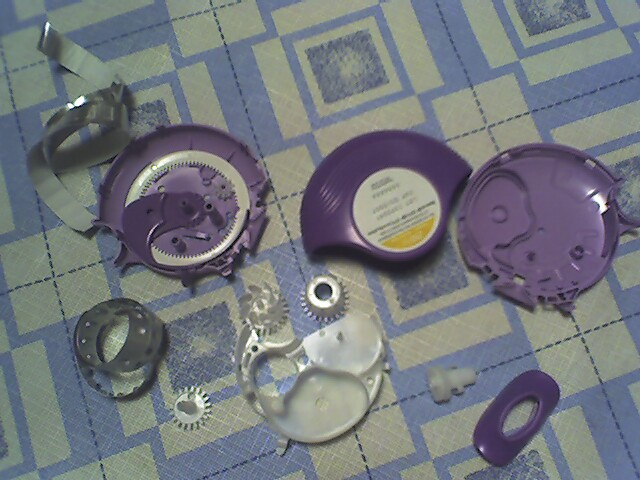
Разобранный вентодиск для дозированной ингаляции аэрозоля порошкообразного комбинированного препарата «Серетид» содержащего флутиказона пропионат и салметерола ксинафоат

Аэрозоль — лекарственная форма, представляющая собой растворы, эмульсии, суспензии лекарственных веществ, находящиеся под давлением вместе с пропеллентами в герметичной упаковке (аэрозольном баллоне), снабжённой клапанно-распылительной системой (дозирующей или недозирующей).
Аэрозоли могут быть предназначены для вдыхания (ингаляции). Разновидностью ингаляционных лекарственных форм являются порошки для вдыхания (инхалеры), которые могут выпускаться в специальных упаковочно-дозирующих устройствах типа ротодисков, вентодисков и др.
Аэрозоли также могут быть предназначены для нанесения лечебного состава на кожу, слизистые оболочки, раны.
Следует отличать аэрозоли от спреев. В случае аэрозоля лекарственная смесь подается из баллончика посредством открывания клапана под действием избыточного давления в баллоне. В спреях давление в баллончике равно атмосферному, и лекарственная смесь подается из баллончика в результате механического выдавливания поршнем микронасоса.